# Marco Popílio Lenas (cônsul em 359 a.C.)
Marco Popílio Lenas (em latim: Marcus Popillius Laenas) foi um político da gente Popília da República Romana, eleito cônsul por quatro vezes, em 359, 356, 350 e 348 a.C., com Cneu Mânlio Capitolino Imperioso, Marco Fábio Ambusto, Lúcio Cornélio Cipião e Marco Valério Corvo respectivamente.

## Primeiro consulado (359 a.C.)
Plebeu, Marco Popílio foi eleito cônsul em 359 a.C. junto com Cneu Mânlio Capitolino Imperioso. Lideraram um exército que derrotou um exército tiburtino que se aproximava de Roma com a intenção de realizar um ataque surpresa. Já no final de seus mandatos, os tarquinenses invadiram o território romano próximo da fronteira com os etruscos. Segundo Cícero, foi "flamen carmentalis", o flâmine de Carmenta neste ano.

## Segundo consulado (356 a.C.)
Foi eleito novamente em 356 a.C., desta vez com Marco Fábio Ambusto. Marco Popílio liderou a vitoriosa campanha contra os tiburtinos. Apesar de uma derrota inicial contra os faliscos e tarquinenses, aliados contra os romanos, Marco Fábio Ambusto conseguiu levar os romanos à vitória e a um grande butim. Depois que todos os demais povos etruscos entraram na guerra, o Senado nomeou Caio Márcio Rutilo ditador, o primeiro plebeu a assumir a função. Ele escolheu Caio Pláucio Próculo (também o primeiro plebeu na função) como seu mestre da cavalaria e assumiu o comando das operações.

## Terceiro consulado (350 a.C.)
Em 350 a.C., foi eleito com Lúcio Cornélio Cipião. A Marco Popílio foi encarregado comando unificado da campanha contra os gauleses, pois Lúcio Cornélio ficou doente. Sob seu comando, os romanos venceram os gauleses, principalmente por causa de sua organização militar, muito superior à dos adversários. Marco Popílio foi ferido no ombro e recebeu um triunfo pela vitória.
| “ | Incitados por ele, os romanos se levantaram e repeliram os primeiros ataques dos gauleses. Então, formados em cunha, romperam o centro das linhas. E os bárbaros, dispersados pelo ataque, privados, como eram, de ordens precisas e comandantes, mudaram de direção e se viraram para suas próprias linhas | ” |
|   | — Lívio, Ab Urbe condita VII, 3, 23-24. |   |

## Quarto consulado (348 a.C.)
Marco Popílio foi eleito pela última vez em 348 a.C. com Marco Valério Corvo, ano no qual foi assinado o segundo Tratado romano-cartaginês entre Roma e Cartago.